# Mario Anguela
Anguela  Yagüez est un nom espagnol. Le premier nom de famille, en général paternel, est Anguela ; le second, en général maternel, souvent omis, est Yagüez.
Mario Anguela Yagüez, né le 15 juillet 2004, est un coureur cycliste espagnol.

## Biographie
Mario Anguela pratique le cyclisme depuis son plus jeune âge. Sa sœur Eva est elle aussi coureuse cycliste,. Il se définit lui-même comme un coureur adepte des classiques, « très explosif et rapide dans les sprints ». 
En 2022, il s'impose à trois reprises dans des compétitions sur route. Il termine également sixième du championnat d'Espagne juniors, ou encore dixième de Gand-Wevelgem juniors (moins de 19 ans). Sur piste, il participe aux championnats du monde juniors, où il se classe quatrième de l'américaine et septième du scratch. Il brille par ailleurs lors des Championnats d'Espagne sur piste en décrochant plusieurs titres de champion national ainsi que diverses médailles en argent et en bronze. 
En 2023, il intègre le club Essax pour sa première saison espoir (moins de 23 ans). À seulement dix-neuf ans, il est sélectionné en équipe nationale pour disputer les championnats du monde sur piste, organisés à Glasgow. Pour ses débuts dans l'élite, il se classe dix-septième de la course à l'élimination.

## Palmarès sur piste

### Championnats du monde
- Glasgow 2023
  - 17e de la course à l'élimination

### Championnats d'Europe
| Édition / Épreuve      | Élimination |
| Cottbus 2024 (espoirs) | Bronze      |

### Championnats nationaux
- 2019
  - 3e de l'américaine cadets
- 2020
  - 2e de la course à l'élimination cadets
- 2021
  - 2e du scratch juniors
  - 3e de la course aux points juniors
- 2022
  -  Champion d'Espagne de l'américaine juniors (avec Rafael Martínez Alonso)
  -  Champion d'Espagne de poursuite par équipes juniors
  - 2e de l'omnium juniors
  - 2e de la course à l'élimination juniors
  - 2e de la course à l'élimination
  - 3e du scratch
- 2023
  - 2e de l'américaine
  - 3e de la course à l'élimination
- 2024
  - 2e de l'omnium

## Palmarès sur route
- 2022
  - Trophée Víctor Cabedo
  - Mémorial Mariano Cabrero
  - 4e étape de la Vuelta a Valladolid Junior
- 2024
  - 3e du Trofeo Santísimo Cristo de la Sala